# John Blatt
John Markus Blatt (* 23. November 1921 in Wien; † 16. März 1990 in Haifa) war ein US-amerikanischer theoretischer Kernphysiker.

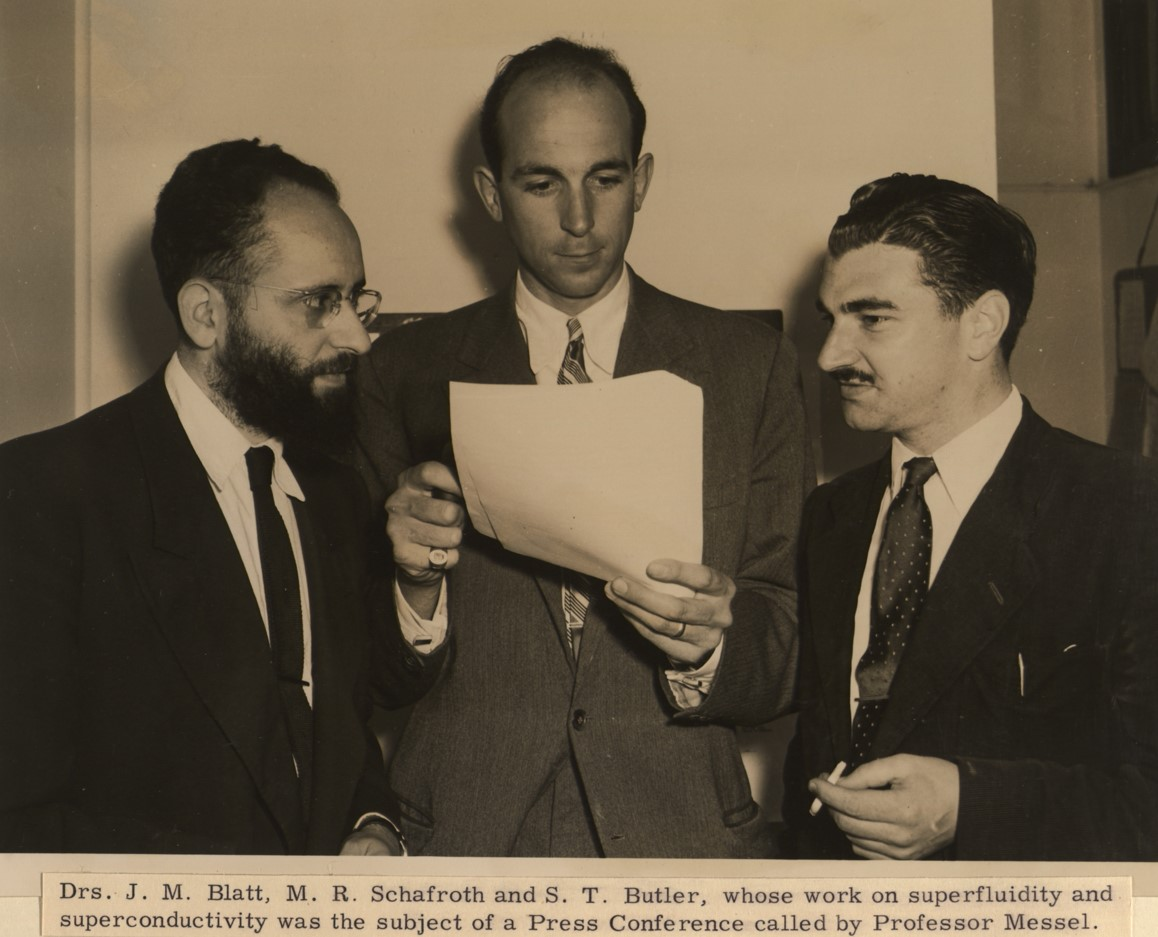
John M. Blatt (links) mit Kollegen im Jahr 1954.

## Leben und Werk
Blatt war Sohn des Urologen Paul Blatt (1889–1980) und Bruder des Physikers Frank J. Blatt (* 1924). 1938 musste die Familie als Juden vor den Nationalsozialisten in die USA fliehen. Blatt studierte Physik an der University of Cincinnati (Bachelorabschluss 1942) und wurde 1946 sowohl an der Cornell University als auch an der Princeton University promoviert.  Danach war er am Massachusetts Institute of Technology bei Victor Weisskopf, wo ihr gemeinsames Lehrbuch über theoretische Kernphysik entstand. Ab 1948 war er an der University of Illinois, wo gerade der Illiac Computer gebaut wurde. Blatt war daran beteiligt und war in dieser Zeit ein Pionier in der Verwendung von Computern in der theoretischen Kernphysik. Während der McCarthy-Ära war er mit dem politischen Klima in den USA unzufrieden und ging 1953 nach Australien an die Universität Sydney. Er wandte sich dort der Theorie der Supraleitung zu und schrieb einführende Physik Lehrbücher. Seine energische und streitbare Persönlichkeit führte an der Universität zu Konflikten, so dass er 1959 Professor für Angewandte Mathematik an der neu gegründeten University of New South Wales wurde, wo er bis zu seiner Emeritierung blieb. In dieser Zeit befasste er sich mit dem kernphysikalischen Dreikörperproblem, statistischer Mechanik und angewandter Mathematik wie der Theorie optimaler Steuerung. Er holte eine Reihe bedeutender Mathematiker an die Universität wie George Szekeres und sorgte dafür, dass die Informatik Lehre ausgebaut wurde und Studenten frühzeitig an Computern ausgebildet wurden. Später wandte er sich den mathematischen Wirtschaftswissenschaften zu.
Er war zweimal verheiratet und ein versierter Amateur-Pianist. Im Ruhestand ging er nach Haifa. Auch dort blieb er wissenschaftlich aktiv und unterrichtete an der Universität Haifa. Er hatte vier Kinder, von denen zwei Informatiker wurden.

## Schriften
- John M. Blatt, Victor F. Weisskopf: Theoretical Nuclear Physics. Springer New York, New York, NY 1952, ISBN 978-1-4612-9961-5, doi:10.1007/978-1-4612-9959-2.
- John M. Blatt, Victor F. Weisskopf: Theoretical Nuclear Physics. Dover Publications, New York 1952, ISBN 978-0-486-66827-7 (archive.org).
- John M. Blatt, Viktor F. Weisskopf: Theoretische Kernphysik. Teubner, Leipzig 1959.
- Theory of Superconductivity, Academic Press 1964
- mit Lawrence Biedenharn Angular distribution of scattering and reaction cross sections, Rev. Mod. Phys., Band 24, 1952, S. 258–272
- mit Biedenharn, M. E. Rose Some properties of Racah and associated coefficients, Rev. Mod. Phys., Band 24, 1952, S. 249–257
- Introduction to FORTRAN IV programming, using the watfor compiler, Pacific Palisades, Goodyear Publ, 1968, 1971
- Basic FORTRAN IV programming (version IBM 360), Sydney 1969
- Dynamic economic systems: a post-Keynesian approach, Armonk, New York, M. E. Sharpe 1983
- mit Ian Boyd Investment confidence and business cycles, Springer 1988
- mit Stuart Thomas Butler A modern introduction to physics, Sydney, Horwitz-Grahame 1960, 1965
  - Band 1 Mechanics of particles,
  - Band 2 Kinetic theory of matter and mechanics of solids[5]